# Doktryna wojenna
Doktryna wojenna – oficjalnie przyjęty przez państwo system naukowo uzasadnionych poglądów na charakter współczesnych wojen i wykorzystanie w nich sił zbrojnych, oraz na wynikające z tych poglądów wymagania w zakresie przygotowania kraju i sił zbrojnych do wojny. Doktryna wojenna uwzględnia aspekty polityczne i wojskowo-techniczne. Podstawowe założenia doktryny wojennej określane są przez kierownictwo polityczne i wojskowe państwa w zależności od ustroju społeczno-politycznego i poziomu rozwoju gospodarczego, naukowego i technicznego oraz wyposażenia sił zbrojnych kraju.